# Tobias Wagner (Theologe)

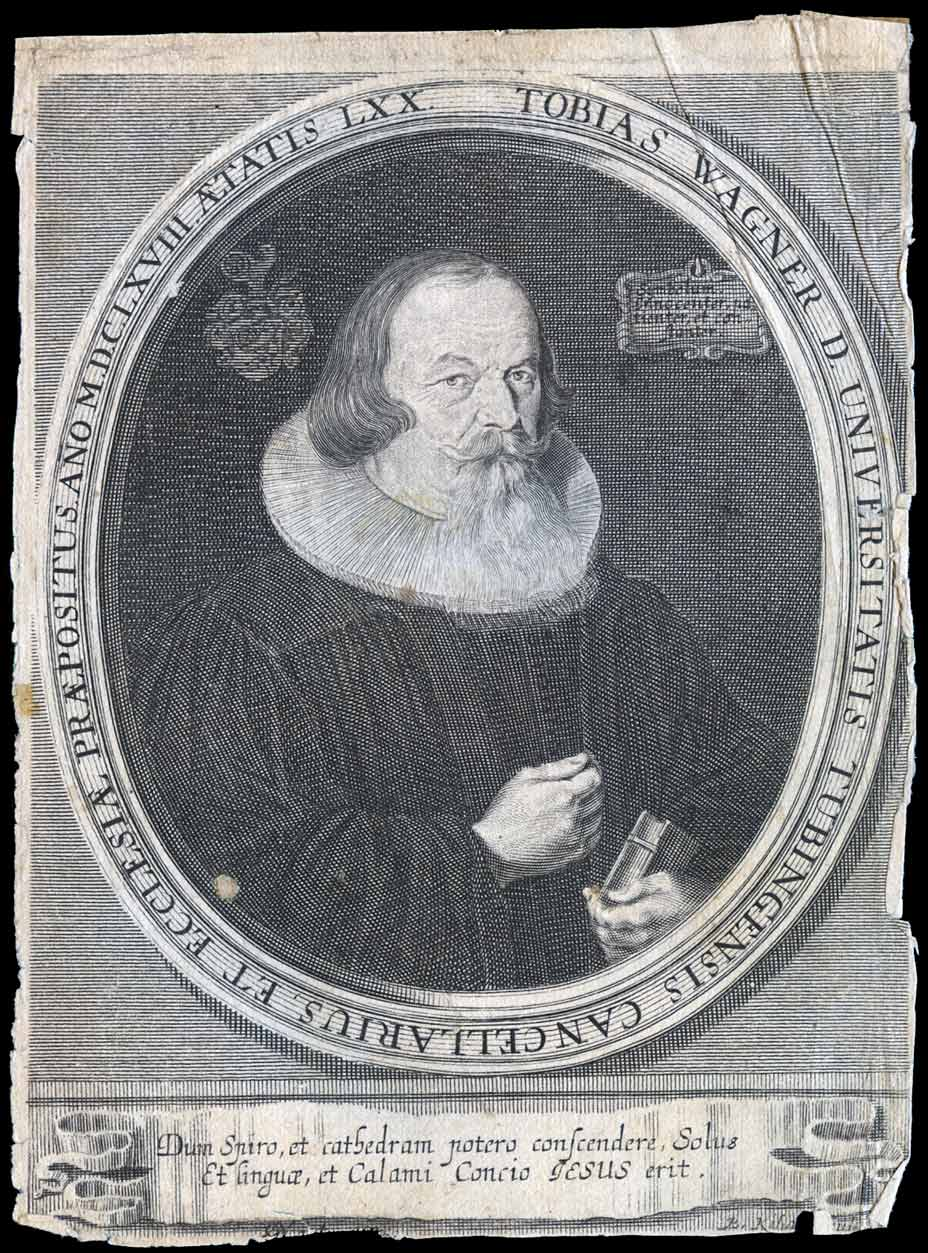
Tobias Wagner auf einem Kupferstich von Bartholomäus Kilian

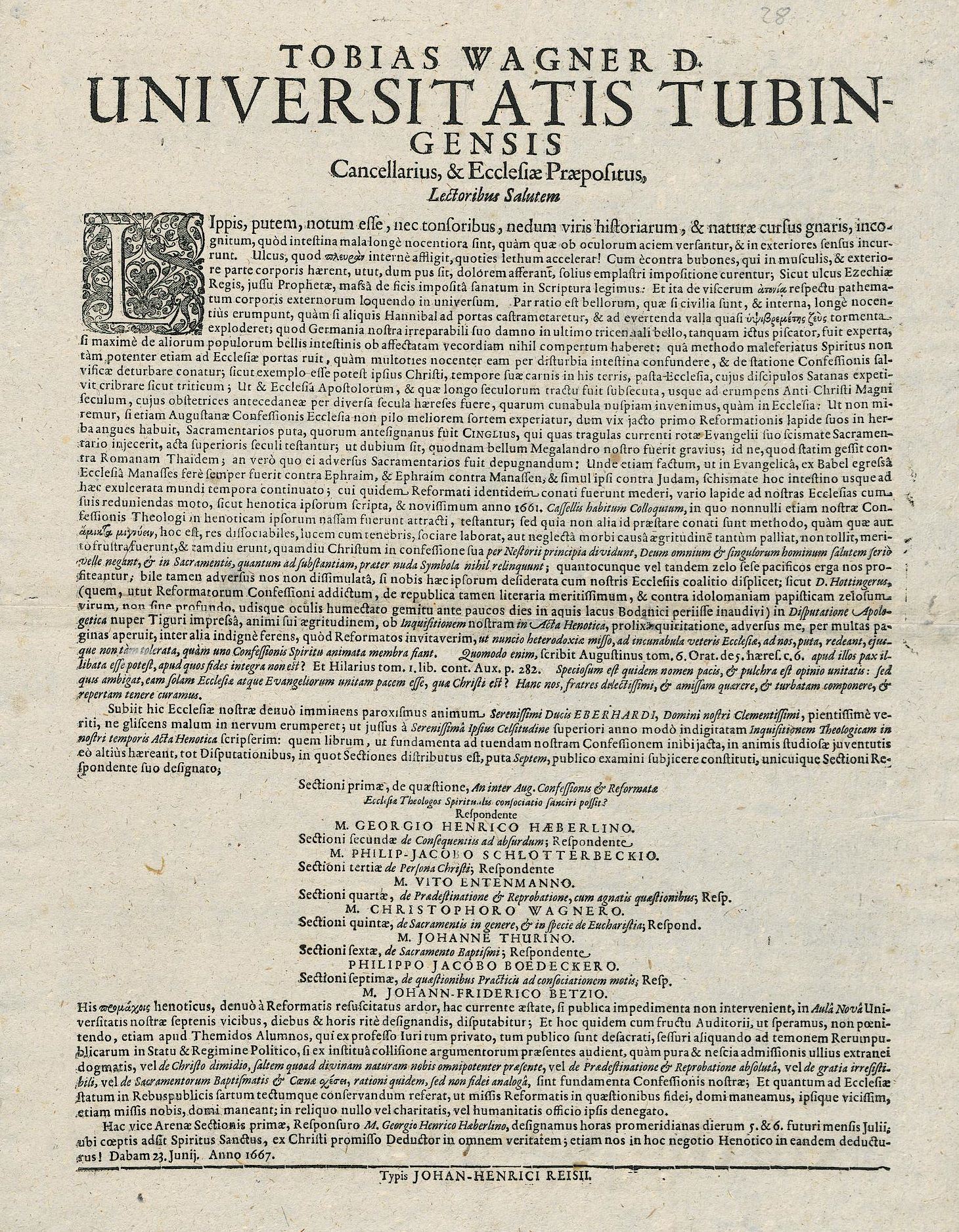
Tobias Wagner D. Universitatis Tubingensis Cancellarius, & Ecclesiae Praepositus, Lectoribus Salutem

Tobias Wagner (* 21. Februar 1598 in Heidenheim; † 12. August 1680 in Tübingen) war ein württembergischer lutherischer Theologe.

## Leben
Tobias Wagner ging 1607 auf die Latein-Schule Nördlingen, 1611 auf die  Latein-Schule Heidenheim, auf die Klosterschulen im Kloster Adelberg und im Kloster Maulbronn und immatrikulierte sich danach am 7. Juli 1619 an der Universität Tübingen. Am 27. Dezember 1620 wurde er Baccalaureus und am 19. Februar 1623 Magister artium. In den Jahren von 1624 bis 1653 war er Diakonus und Pfarrer in Esslingen am Neckar. Am 13. Mai 1635 wurde er in Tübingen zum Doktor der Theologie promoviert. Nach jahrzehntelangem Pfarrdienst übernahm Wagner am 4. Juli 1653 die zweite theologische Professur an der Universität Tübingen. 1662 wurde er auf die erste theologische Professur berufen und war zugleich Kanzler.
1654/55 war Wagner Rektor der Universität. Wagner  beteiligte sich am Neuaufbau der Tübinger Theologischen Fakultät nach dem Dreißigjährigen Krieg. Als Theologe zählte er zu den streitbarsten Vertretern des Luthertums im siebzehnten Jahrhundert. Wagner hat im Zeitalter der Polemik den Streit nicht nur nicht vermieden, »sondern geschürt, unter Collegen wie unter anderen Gelehrten, so daß er als Kanzler dreimal von Herzögen zur Ruhe verwiesen werden mußte, und ihm auch einmal ein Buch confiszirt wurde.«
Wagner neigte in konfessionellen Dingen dermaßen zur Konfrontation, dass ein Visitationsrezess von 1675 den Rückgang der Tübinger Studentenzahlen auf den theologischen Streit zurückführte. Wagner setzte sich ähnlich wie Johann Adam Osiander für ein dogmatisch eindeutig fixiertes Luthertum ein und kritisierte frühaufklärerischen Strömungen in der protestantischen Theologie. An der antiatheistischen Kontroverse der Zeit beteiligte Wagner sich erst spät. Die Wurzel für den »Atheismus« sah er vornehmlich im Autoritätsverfall der Heiligen Schrift.
Wagner riet im Kampf gegen die Atheisten zu äußerster Entschlossenheit, da diese angeblich das Christentum vernichten wollten. Theologisch bekämpfte Wagner unter anderem auch die vermeintlich pantheistische Argumentation der Gegner. Zu diesem Zweck wurde der Nachweis über die Endlichkeit der Welt geführt, womit eine Bezugnahme auf die »Natur« als Ursache der Schöpfung ausgeschlossen sein sollte. Wagner hat sich aber nicht an der Spinoza-Kritik beteiligt, anders als – allerdings erst in den 1680er und 1690er Jahren – Christian Kortholt, Immanuel Weber, Johann Petrus Grünenberg und Johann Franz Budde.

## Familie
Tobias Wagner war ein Sohn des Heidenheimer Kupferschmieds Georg Wagner und dessen Ehefrau Maria, geb. Reuter. Er heiratete 1625 in Lorch Katharina Nicolai (* 2. Oktober 1604 in Waiblingen; † 7. Juni 1670 in Tübingen) eine Tochter des Melchior Nicolai. Er hatte mit ihr folgende Kinder, die alle in Esslingen geboren wurden:
1. früh verstorben
2. Maria Katharina (* 10. Januar 1627; † 3. November 1679 in Tübingen), ⚭ 31. Januar 1648 Esslingen: Melchior Märcklin
3. Tobias (* 13. Juni 1628; † 17. Februar 1667 in Stuttgart), Dr. med. und Physicus ebd. ⚭ I. 29. April 1651 ebd.: Anna Margarethe Hermann, ⚭ II. 30. August 1658 Hall: Susanne Margarethe Klöpfer von ebd.
4. Melchior
5. Georg Konrad
6. – 11. früh verstorben
12. Christina (* 15. Februar 1641; †  26. Januar 1713 Gemmrigheim) ⚭ 3. September 1661 Heidenheim: Johann Hafner
13. Johann Erhard (* 29. November 1642; † 1675; M. 12. März 1662), Dr. med. und Physicus Esslingen, ⚭ 3. Dezember 1667 ebd.: Anna Elisabeth Noderer
14. früh verstorben
15. Christoph (* 5. August 1645, M. 25. August 1664) "excessit apostata"
16. früh verstorben

## Theologische Werke (Auswahl)
- Compendium dialecticae, Tubingae 1633
- Evangelische Censur und gründtliche Widerlegung der vermeinten erheblichen Motiven, warumb Christoph Besold geschrieben, daß er vornemblich dafür gehalten, daß der recht und einig seeligmachende Glaub allein in der Römischen Kirchen anzutreffen, Tübingen 1640; Exegesis catechismi Brentii, Tubingae 1644
- Compendium deß waaren Christenthums, das ist christliche Hauß-Ubung des württenbergischen Catechismi, Ulm 1644
- Evangelische Theologia Patrum, das ist der Heiligen Schrifft unnd Kirchen-Vätter Meynung gemässe Rettung, Tobiae Wagners seiner Evangelischen, den Besoldischen Religions-Motiven entgegengesetzten Censur, Tübingen 1647; Diatribe de persona Christi cum annexa oratione de incarnatione filii Die, Tübingen 1654
- De iustificatione hominis peccatoris coram Deo, Tübingen 1656
- Astrologia genethliaca, Stuttgardiae 1656
- Compendium dialecticum, nucleum praeceptorum dialecticorum exhibens, Ulm 1658 [weitere Auflagen: Ulm 1661; Ulm 1680]
- Exercitationes, an Lutherani habeant veram scripturam, Tübingen 1658
- Manuductio polemica, XXII disputationibus de sacra scriptura instituta, Tübingen 1659
- Fasciculus canonico-theologicus, Tübingen 1660
- Compendiolum dialecticum, Ulmae 1661
- Tobiae Wagners Türcken-Büchlein, das ist hauptsummarische Beschreibung dess Ottomanischen Hauses Herkommen, Ulm 1661
- De causis fidei salvificae, Tübingen 1663
- Breviarium totius orbis terrarum geographicum, Ulmae 1663
- Descriptiones genealogicae praecipuarum familiarum magnatum in Europa, Ulmae 1663
- Institutiones historicae, Ulmae Suevorum 1663
- Inquisitio theologica in Acta henotica, nostro potissimum tompore inter theologos Augustanae confessionis et reformatae ecclesiae a Reformatis resuscitata, Tübingen 1664
- Inquisitio in oracula Sybillarum de Christo, Tübingen 1664 (online – Internet Archive)
- Inquisitio theologica in Acta Henotica: Nostro potissimum tempore inter theologos Augustanae Confessionis et Reformatae Ecclesiae a reformatis resuscitata, Tubingae 1666
- Dissertatio de existentia Angelorum, imprimis diabolorum, o. O. o. J. [ca. 1670] [vor Erscheinen unterdrückt]
- De qualitate pugnae inter theolgiam et philosophiam, iam dum sub praelio sudans tractatus, sed autore Augustae commorante, iussu Principis inhibitus fiscoque addictus, Tübingen 1671
- Diatribe de subsistentia ecclesiae N. T. sub incommodis, Tübingen 1673
- Inquisitio theologica in resuscitata acta syncretistica: cassellano potissimum colloquio, et theologis calculum ei adiicientibus, nominatim Amyraldo, Maresio, Hottingero, Duraeo, Hornbekio, Curtio, Tubingae 1676; Examen elenchticum atheismi speculativi, Tübingen 1677
- Disputatio, an Christus, qua homo et qua mediator, sit adorandus, Tübingen 1678
- Proempticum iudicium theologicum de scriptis Jac. Boehmii, Sutoris, dicti teutonici philosophi, Tübingen 1679.

## Religiöse Schriften (Auswahl)
- Christliche Leuchpredigt Uber dem Seeligen Ableiben: Dessen Weilund Ehrwürdigen und Hochgelehrten Herrn Johann-Erhardi Cellii, geweßnen Pfarrers unnd Superintendenten deren deß Heiligen Reichsstadt Eßlingen: Welcher in diesem hinlauffenden 1627. Jahr Freytags den 20. Tag Aprilis zwischen 10. und 11. Uhren Vormittag entschlaffen und nächstervolgten Sontags Abend bey Volckreicher Versamblung bestattet worden, Tübingen 1627
- Gymnasium Euthanasiae, Das ist, Christliche Ubung der Hochseeligen Sterbkunst, Auß der siebenden Bitt deß Vatter Unsers von Luthero Gesangsweiß ubersetzt: Auff begehren außgelegt, und über dem seeligen Ableiben Deß Weiland Ehrnvesten Hoch Achtbarn, Wolweisen Herrn Lorentz Dathen, gewesnen Burgermeisters deren deß H. Reichs Stadt Eßlingen gepredigt, Ulm 1639
- Leichenrede über Hieronymus Egen, Ulm 1639
- Leichenrede über Michael Helfferich, Tübingen 1635
- Leicht-Predigt über Johann-Erhard Cell, Tübingen 1636; Leich-Sermon über Ludwig Lutz, Heylbronn 1642
- Leichtpredigt über Lucas Plattenhardt, Ulm 1648
- Schwerdt-Predig von der Landstraff dess Krieges, Ulm 1649
- Leichenrede über Elias Pilgram, Stuttgart 1650
- Siebenfaltiger Ehehalten-Teuffel, Ulm 1651
- Esslinger Freuden-Fest über dem allgemeinen Reichs-Frieden, Ulm 1651
- Leichpredigt über Anna Maria Stüber, Stuttgart 1652
- Leichenrede über Joseph Hartmann, Stuttgart 1652
- Leich-Predigt über Caspar Daur, Stuttgart 1653
- Casualpredigten über allerhand bedenkenswürdige schwere Fälle, Stuttgart 1658
- Epistel-Postill oder schriftmäßige Auslegung der sonn-, fest- und feiertäglichen Episteln des ganzen Jahres, Tübingen 1666
- Predigten von D. Martin Luther, Frankfurt am Main 1666
- Zauber- und Hexenpredigten, o.O 1667
- Der die Sünder seelig zu machen in die Welt kommene Jesus Christus: Über dem Ableiben dess Albert Otto von und zu Merlau, Tübingen 1680
- Schriftmäßiges Bedenken, was von Jacob Böhmes Büchern zu halten samt den angehängten Bann- und Bußpredigten, Stuttgart 1682